# John Grefe
John Alan Grefe (Hoboken, 6 settembre 1947 – San Francisco, 22 dicembre 2013) è stato uno scacchista statunitense, Maestro Internazionale.
Vinse nel 1973, alla pari con Lubomir Kavalek, il campionato statunitense di scacchi.
Nel 1971 si classificò 1º nel National Open degli Stati Uniti e 4º al torneo di Lone Pine (vinto da Tigran Petrosian).
Visse per molti anni a Berkeley, in California, dove si era recato per seguire i corsi di meditazione ascetica del guru indiano Marahaj Ji (al secolo Prem Rawat).
Nel torneo di Lone Pine del 1976 sconfisse brillantemente il grande maestro argentino Miguel Najdorf.
Prima di morire ha dato lezioni di scacchi al giovanissimo Hans Niemann, tanto che questi lo ha poi considerato da ispirazione per la sua passione per gli scacchi.